# Chromis analis
Chromis analis là một loài cá biển thuộc chi Chromis trong họ Cá thia. Loài này được mô tả lần đầu tiên vào năm 1830.

## Từ nguyên
Tính từ định danh analis trong tiếng Latinh mang nghĩa là "ở hậu môn", hàm ý đề cập đến gai vây hậu môn thứ hai của loài cá này, được mô tả là "rất cứng và dài hơn các tia mềm phía sau" (bản dịch).

## Phạm vi phân bố và môi trường sống
Từ vùng biển phía nam Nhật Bản, Hàn Quốc và đảo Đài Loan, C. analis được phân bố trải dài về phía nam, băng qua vùng biển một số nước Đông Nam Á đến rạn san hô Great Barrier, về phía đông đến các đảo quốc thuộc Micronesia và Melanesia. Ở Việt Nam, loài này được ghi nhận tại vịnh Bắc Bộ, vịnh Nha Trang và quần đảo Trường Sa.
C. analis sống trên đới sườn dốc của rạn san hô viền bờ và nơi có nền đáy đá ở độ sâu khoảng 10–144 m.

## Mô tả

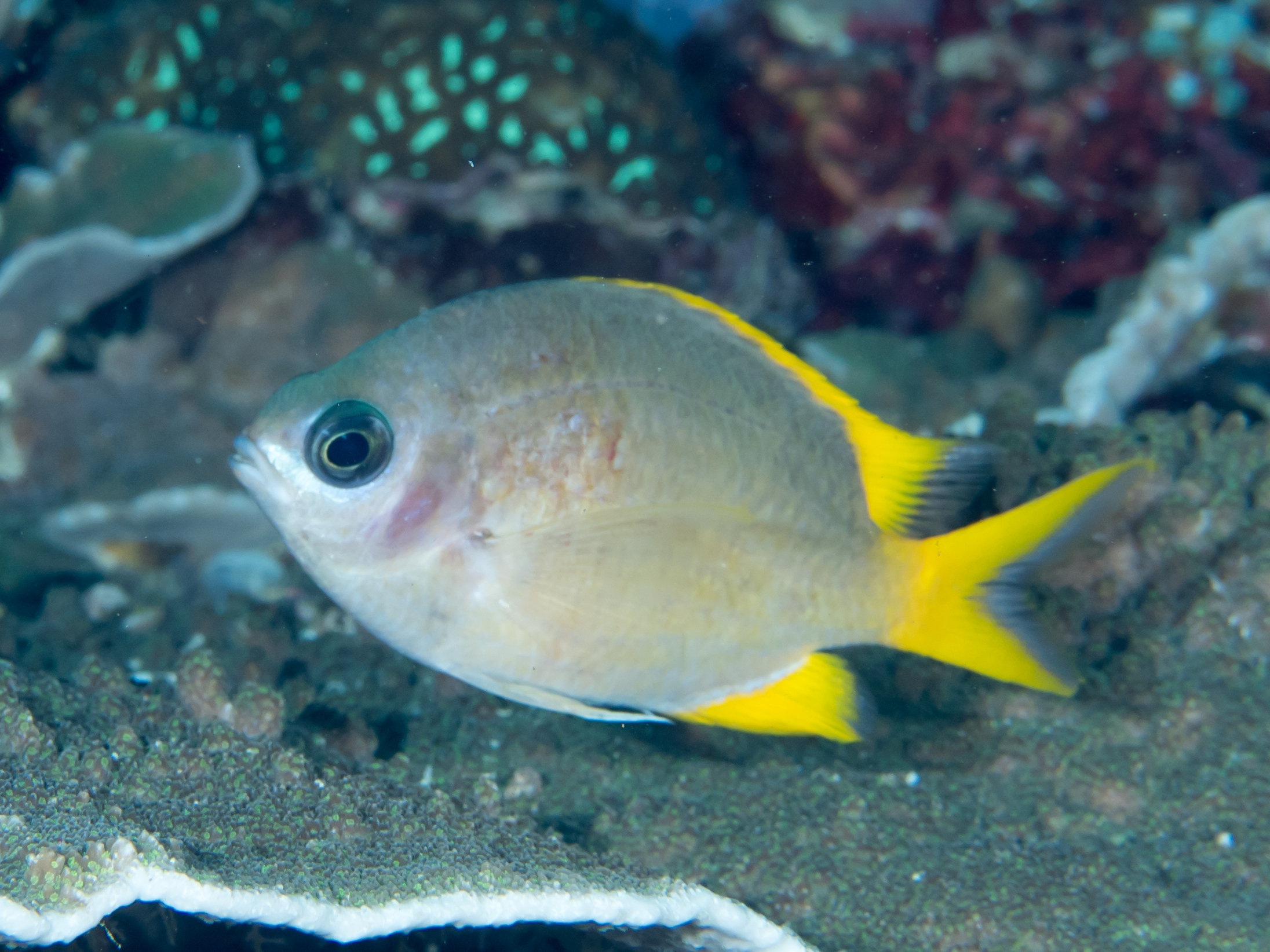
C. analis kiểu hình thân nâu vây vàng

C. analis có chiều dài cơ thể lớn nhất được ghi nhận là 17 cm. Cơ thể hoàn toàn là màu vàng (vàng tươi hơn ở các vây), nhưng nhiều cá thể được bắt gặp có thân màu nâu (các vây vẫn màu vàng).
Số gai ở vây lưng: 13; Số tia vây ở vây lưng: 11–13; Số gai ở vây hậu môn: 2; Số tia vây ở vây hậu môn: 12–13; Số tia vây ở vây ngực: 17–18; Số gai ở vây bụng: 1; Số tia vây ở vây bụng: 5; Số vảy đường bên: 16–19; Số lược mang: 23–28.

## Sinh thái học
C. analis sống đơn độc hoặc theo từng nhóm nhỏ. Chúng ăn động vật phù du. Cá đực có tập tính bảo vệ và chăm sóc trứng; trứng có độ dính và bám vào nền tổ.

## Thương mại
C. analis được thu thập trong các hoạt động buôn bán cá cảnh nhưng không phải loài được nhắm mục tiêu.